# سونی میوزیک
سونی موزیک اینترتینمنت (به انگلیسی: Sony Music Entertainment) بزرگ‌ترین شرکت نشر آثار موسیقی از چهار ناشر بزرگ در جهان است. این شرکت توسط شرکت سونی آمریکا اداره می‌شود.
این شرکت در سال ۱۹۲۹ از ادغام چند شرکت کوچک‌تر و با نام ای‌آرسی رکوردز آغاز به کار کرد و در دوران رکود بزرگ اقتصادی، شرکت کلمبیا فونوگراف توسط ای‌آرسی رکوردز در سال ۱۹۳۴ خریداری شد. شرکت ای‌آرسی نیز در سال ۱۹۳۸ توسط شرکت سی‌بی‌اس خریداری شد، که خود ۱۰
توسط شرکت فونوگراف کلمبیا تشکیل، اما بعداً فروخته شده‌بود.
در ۱۷ نوامبر سال ۱۹۸۷ شرکت ژاپنی سونی شرکت ضبط سی‌بی‌اس را به مبلغ ۲ میلیارد دلار آمریکا خرید.
از زیرمجموعه‌های سازمان سونی میوزیک میتوان به کمپانی کلمبیا رکوردز آر‌سی‌ای رکوردز و سونی اینترتیمنت اشاره کرد.